# Le Courrier du Léon

Le Courrier du Léon est un hebdomadaire breton du Pays de Léon publié depuis [Quand ?]. C'est la version léonarde du Progrès de Cornouaille, publié à Quimper.